# America (álbum de 30 Seconds to Mars)
America es el quinto álbum de estudio de la banda 30 Seconds to Mars, fue lanzado el 6 de abril de 2018 a través del sello discográfico Interscope Records. Es su primer álbum en cinco años, después de Love, Lust, Faith and Dreams (2013). La banda ha lanzado tres sencillos del álbum, incluyendo las canciones de éxito comercial: "Walk on Water", "Dangerous Night" y "Rescue Me".
Además cuenta con dos colaboraciones: A$AP Rocky y Halsey, lo que lo convierte en el primer álbum de estudio de 30 Seconds to Mars con músicos invitados.
America es el último álbum en contar con el guitarrista principal de la banda, Tomo Milicevic.

## Antecedentes
El grupo lanzó su cuarto álbum de estudio Love, Lust, Faith and Dreams en mayo de 2013. El álbum, producido por el vocalista Jared Leto y su anterior colaborador Steve Lillywhite, marcó un cambio en la dirección musical de la banda de un sonido rock alternativo , reconocido con A Beautiful Lie (2005) y This Is War (2009), a un sonido más experimental y de influencia electrónica. La banda se separó de Virgin Records en 2014 después de años tumultuosos, y luego firmó con Interscope Records.
El grupo comenzó los preparativos para la nueva música en noviembre de 2015, con Leto expresando su deseo de experimentar y explorar nuevos terrenos musicales. Además, Leto comenzó a trabajar en la película documental Un día en la vida de América, que fue concebida como una pieza complementaria del quinto álbum de la banda. La película incluye imágenes enviadas por el usuario desde el 4 de julio de 2017, que representa el Día de la Independencia de los Estados Unidos, y está programado para el lanzamiento en 2018. La banda más tarde se embarcó en una gira promocional con Muse y PVRIS, que fue uno de los más taquillera gira norteamericana de 2017.
Mientras estaba de gira, 30Seconds to Mars anunció "Walk on Water" como el sencillo principal del álbum. Los críticos reconocieron una ligera ventaja política en la letra de la canción, inspirada en la elección de Donald Trump como presidente de los Estados Unidos. La canción le valió a la banda un MTV Europe Music Award como Mejor Alternativa . Mientras recogía el premio, Jared Leto hizo una observación en la política de inmigración de Trump cuando afirmó: "Somos estadounidenses, una tierra de inmigrantes, y solo queremos decir que los recibimos con los brazos abiertos y con los corazones abiertos, y los amamos".

## Lista de canciones
| N.º | Título                            | Escritor(es)                                                   | Producer(s)                 | Duración |  |
| 1.  | «Walk on Water»                   | Jared Leto Shannon Leto                                        | J. Leto                     | 3:05     |  |
| 2.  | «Dangerous Night»                 | J. Leto Stephen Aiello                                         | Zedd J. Leto                | 3:19     |  |
| 3.  | «Rescue Me»                       | J. Leto Graham Muron                                           | KillaGraham J. Leto         | 3:37     |  |
| 4.  | «One Track Mind» (con ASAP Rocky) | J. Leto Rakim Mayers Daniel Omelio                             | Robopop J. Leto KillaGraham | 4:20     |  |
| 5.  | «Monolith»                        | J. Leto                                                        | J. Leto                     | 1:38     |  |
| 6.  | «Love Is Madness» (con Halsey)    | J. Leto Ashley Nicolette Frangipaine                           | J. Leto Jamie Schefman      | 3:54     |  |
| 7.  | «Great Wide Open»                 | J. Leto                                                        | J. Leto                     | 4:49     |  |
| 8.  | «Hail to the Victor»              | J. Leto Aiello Jim Taihuttu Nils Rondhuis Thom van der Bruggen | J. Leto Yellow Claw         | 3:22     |  |
| 9.  | «Dawn Will Rise»                  | J. Leto                                                        | Schefman J. Leto            | 3:57     |  |
| 10. | «Remedy»                          | S. Leto Aiello                                                 | J. Leto                     | 3:17     |  |
| 11. | «Live Like a Dream»               | J. Leto                                                        | J. Leto                     | 4:06     |  |
| 12. | «Rider»                           | J. Leto                                                        | Tommy English J. Leto       | 2:58     |  |

| Deluxe edition bonus tracks |                                       |                |              |          |  |
| N.º                         | Título                                | Escritor(es)   | Producer(s)  | Duración |  |
| 13.                         | «Walk on Water» (Acoustic)            | J. Leto        | J. Leto      | 3:08     |  |
| 14.                         | «Walk on Water» (R3hab Remix)         | J. Leto        | J. Leto      | 2:41     |  |
| 15.                         | «Dangerous Night» (Cheat Codes Remix) | J. Leto Aiello | Zedd J. Leto | 3:02     |  |

## Posicionamiento en lista
| Lista (2018)                        | Posiciones |
| ----------------------------------- | ---------- |
| Alemania (Media Control Charts)     | 1          |
| Australian Albums (ARIA)            | 10         |
| Escocia (Scottish Albums Chart)     | 4          |
| Bélgica (Ultratop flamenca)         | 6          |
| Bélgica (Ultratop valona)           | 7          |
| Países Bajos (Album Top 100)        | 14         |
| Finlandia (Suomen Virallinen Lista) | 13         |
| Irlanda (IRMA)                      | 15         |
| Italian Albums (FIMI)               | 2          |
| New Zealand Albums (RMNZ)           | 36         |
| Noruega (VG-lista)                  | 20         |
| Swedish Albums (Sverigetopplistan)  | 24         |
| Reino Unido (UK Albums Chart)       | 4          |

## Historial del lanzamiento
| Región        | Publicación        | Formato (os)               | Discográfica       |
| ------------- | ------------------ | -------------------------- | ------------------ |
| Todo el Mundo | 6 de abril de 2018 | CD Descarga digital LP CAC | Interscope Records |